# Ammothea tetrapora
Ammothea tetrapora är en havsspindelart som beskrevs av Gordon, I. 1932. Ammothea tetrapora ingår i släktet Ammothea och familjen Ammotheidae. Inga underarter finns listade i Catalogue of Life.